# ترجمة متخصصة
الترجمة المتخصصة هي ترجمة النصوص المتعلقة بتخصص فني أو علمي أو معرفي معين. وهي تستدعي إتقان اللغة والمعرفة بفن الترجمة وبالمتخصص التقني. ومن أنواع الترجمة التقنية الترجمة الطبية والقانونية والاقتصادية، ويختص في إحداها أو أكثر المترجم المستقل أو المتعاقد مع شركة للترجمة.